# The Times of India

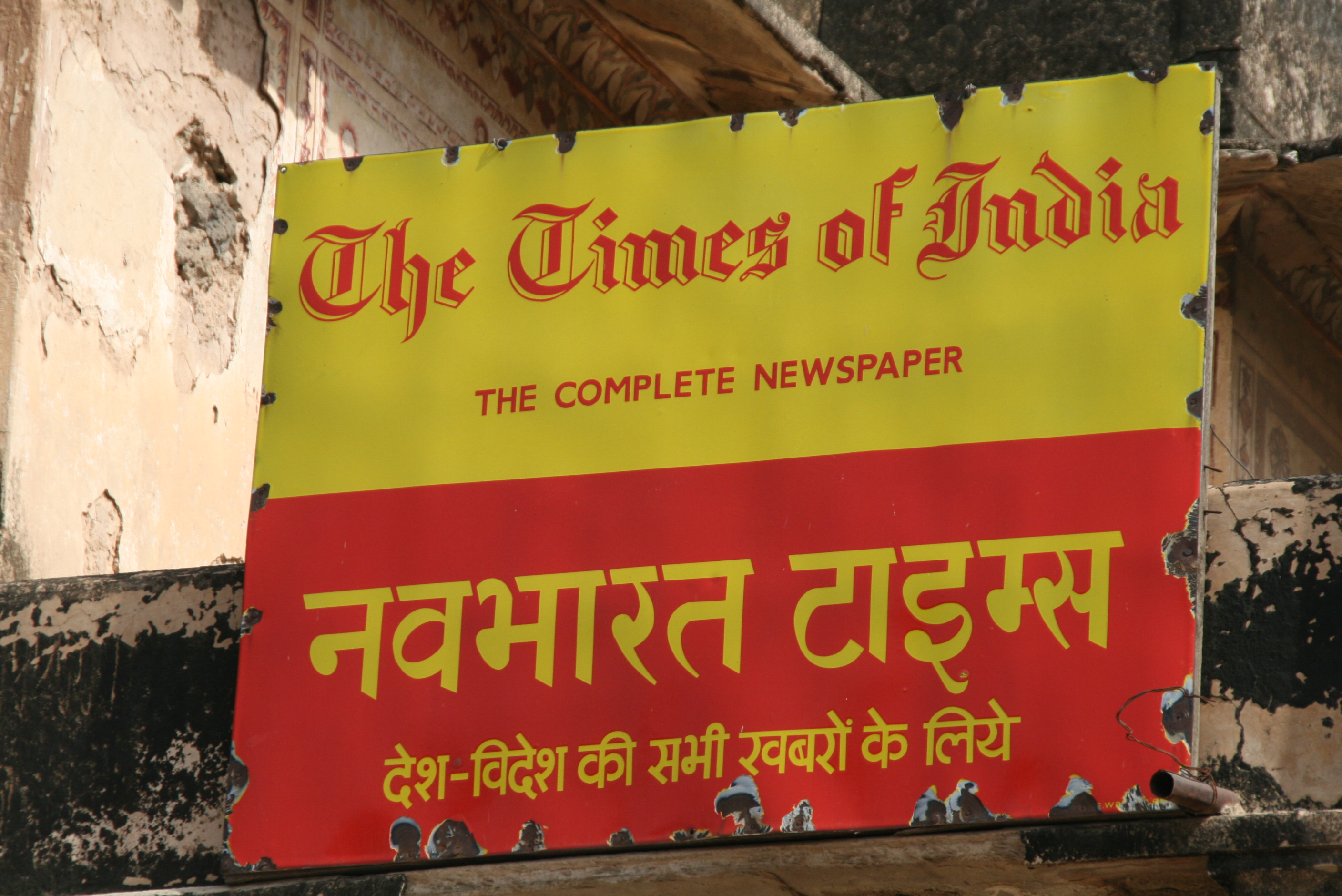
Publicité pour The Times of India à Mandawa, (Shekhawati).

The Times of India (TOI) est un des principaux journaux de l'Inde. C'est le journal grand format anglophone ayant la plus grande circulation au monde, avec plus de 3,15 millions d'exemplaires et un lectorat estimé à 7,6 millions de personnes. Il est publié dans huit villes indiennes par The Times Group (Bennett, Coleman & Co Ldt), une entreprise familiale appartenant à Indu et Vineet Jain.

## Histoire

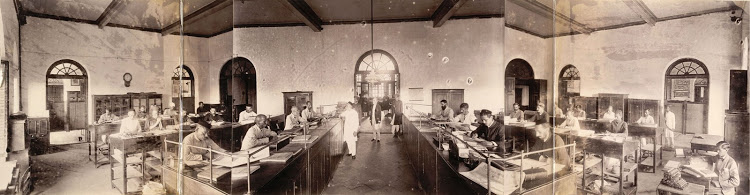
Salle de presse du Times en 1898.

Il a été fondé le 3 novembre 1838, sous le nom The Bombay Times and Journal of Commerce, pour les résidents britanniques de l'ouest de l'Inde. Il a d'abord été un bi-hebdomadaire publié chaque mercredi et samedi. Il contenait des nouvelles d'Europe, d'Amérique et des Indes, et était régulièrement acheminé en Europe par vapeur. Il est devenu un quotidien en 1850 et a adopté son nom actuel en 1861.
Il était au début contrôlé par un éditeur britannique, Ivor S. Jehu, qui en a abandonné les droits en 1950.

## Critiques
The Times of India est souvent l'objet de critiques parce qu'il omet systématiquement de citer ses sources au niveau national, mais pas ses sources étrangères.

## Éditeur
Bennett, Coleman & Co Ldt, éditeur du Times of India, est le plus grand groupe de médias d'Inde. Il publie également The Economic Times, le Mumbai Mirror (en), le Navbharat Times (en) (en hindi) et le Maharashtra Times (en) (en marathi). Il possède aussi plusieurs chaines télévisées, dont la chaine d'information continue en anglais TIMES NOW.